# Atomic Puppet
Atomic Puppet es una serie de animación francesa - canadiense producida por Mercury Filmworks, Technicolor Entertainment Services France SAS y Gaumont Animation para Teletoon y France 4. La serie gira en torno a las aventuras de Joey Felt, de 12 años de edad, y su socio AP, un superhéroe de renombre mundial que ha sido reducido a la vida como una marioneta de calcetín sin poder, hasta que se coloca en la mano de Joey. Juntos se transforman en el nuevo dúo de superhéroes de Mega City, Atomic Puppet.

## Sinopsis
El superhéroe Capitán Atómico sufre un revés mientras estrecha la mano con Joey Felt, fan de 12 años, cuando su compañero descontento lo transforma en un títere impotente. El superhéroe repentinamente no tan rápido se da cuenta de que la única manera en que puede recuperar sus poderes anteriores es formar un equipo con el niño, lo cual es un sueño hecho realidad para Joey, pero no tanto para el Capitán Atómico. Juntos, los dos forman un improbable e incómodo partenariado que les permite convertirse en el nuevo dúo de superhéroes de la ciudad - conocido como Atomic Puppet.

## Personajes

### Personajes principales
- Capitán Atómico/AP (voz de Eric Bauza): Una vez el superhéroe más grande del mundo, ahora atrapado como una marioneta de calcetines.
- Joseph "Joey" Felt (voz por Eric Bauza): (nacido el 21 de febrero del 2004) El protagonista principal de la serie, un niño de 12 años de edad,  que combina con AP para convertirse en el superhéroe Atomic Puppet.

### Personajes recurrentes
- Pauline Bell (voz por Lisa Norton): Una niña de 12 años que es la mejor amiga de Joey conoce su identidad secreta superheroica.
- Phil Felt (voz por Carlos Díaz): es el padre de Joey.
- Viv (voz por Kristina Nicoll): es la madre de Joey y Abigail.
- Abigail (voz por Katie Griffin): la hermana de Joey, que apodó "Abs" y que su padre llama "Abby".
- Bubbles Felt (alias Mister Bubbles): es el gato de la familia. AP se refiere a él como Disastro.
- Rex Bordeaux (voz por David Husband): es un presentador de noticias.

### Villanos
- 'Sergeant' "Mookie" Subatomic (voz por Peter Oldring): El principal antagonista de la serie. Mookie es el ex compañero del Capitán Atómico y él es el responsable de su transformación en un títere.
- Naughty Kitty (voz por Heather Bambrick): Una ladrona femenina que lleva un traje del gato negro y roba a los mejores gatos.
- Mudman (voz por Rob Tinkler): Una criatura humanoide hecha enteramente de barro que tiene la capacidad de cambiar su forma y poseer a la gente simplemente tocándolos.
- Sra. Erlemeyer (voz por Kristina Nicoll)
- Profesor Tite-Gripp (voz por Rick Miller)

## Episodios
| Episodios | Francia             | Francia               | Canadá              | Canadá                | Estados Unidos     | Estados Unidos        | Latinoamérica        | Latinoamérica       | España              | España                |
| Episodios | Comienzo            | Final                 | Comienzo            | Final                 | Comienzo           | Final                 | Comienzo             | Final               | Comienzo            | Final                 |
| --------- | ------------------- | --------------------- | ------------------- | --------------------- | ------------------ | --------------------- | -------------------- | ------------------- | ------------------- | --------------------- |
| 26        | 13 de marzo de 2016 | 21 de febrero de 2017 | 18 de julio de 2016 | 16 de febrero de 2017 | 30 de mayo de 2016 | 16 de febrero de 2017 | 1 de octubre de 2016 | 13 de marzo de 2017 | 13 de junio de 2016 | 13 de febrero de 2017 |